# Lynkestis

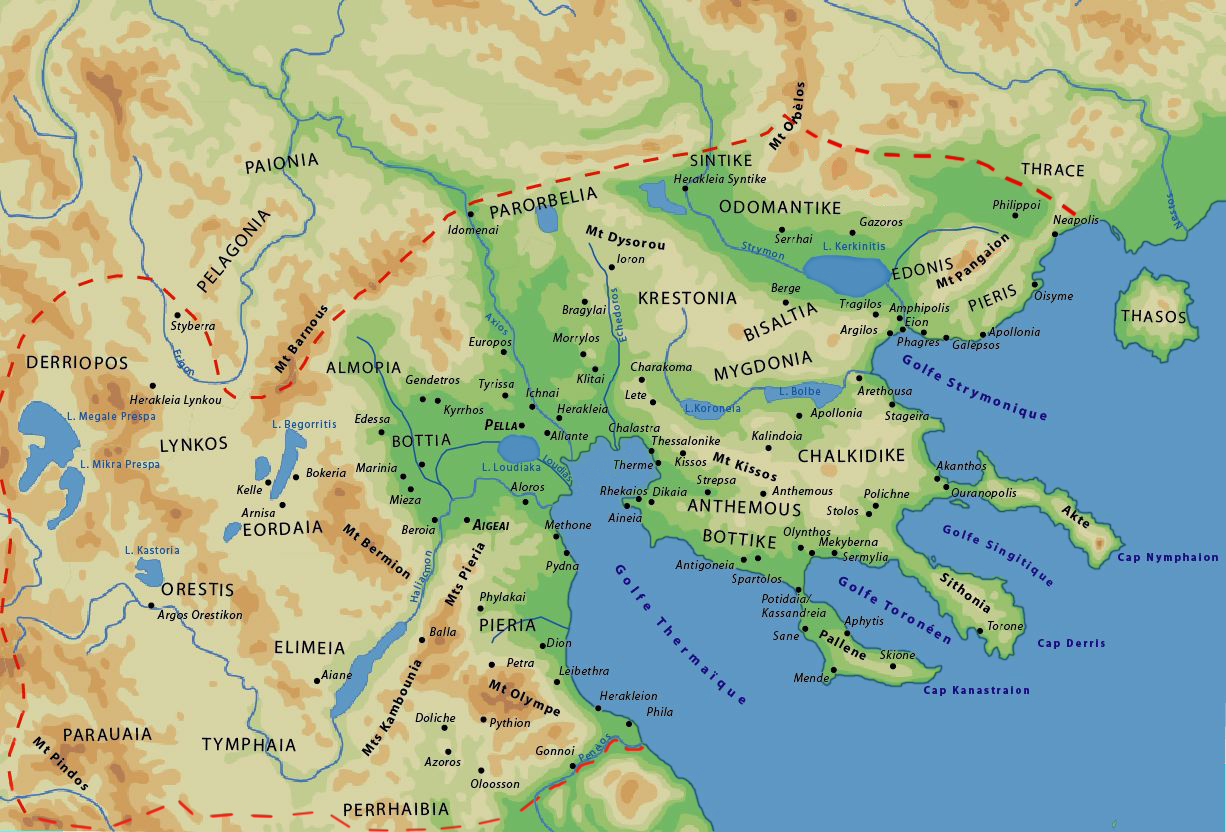
Die Landschaften des antiken Makedoniens und der Chalkidiki.

Lynkestis (altgriechisch Λυγκηστίς), auch Lýnkos (Λύγκος) genannt, bezeichnete in der Antike den südlichen Abschnitt einer Hochebene, heute Bitola/Monastir-Ebene genannt, der geographischen Region Obermakedonien, gelegen zwischen dem Prespasee und dem Vegoritida-See. Sie befindet sich heute beiderseits der Grenze von Griechenland (Regionalbezirk Florina in der Region Westmakedonien) und Nordmazedonien (dem Süden der Region Pelagonien).
Im Westen an das Baba-Gebirge anliegend, grenzte Lynkestis dort in der Antike an die illyrische Landschaft Dassaretia und im Nordwesten an Deuriopos. Im Nordosten reichte das Land etwa bis zum Bogen des Erigon (Crna Reka), an den Pelagonien grenzte. Im Osten reichte die Landschaft bis zum Berg Barnous (Voras), hinter dem das Land zum niedermakedonischen Almopia abfiel. Im Südosten und Südwesten waren dem Vegoritida-See und dem Kastoria-See die ebenfalls obermakedonischen Länder Eordaia und Orestis benachbart.
Zu archaischer Zeit wurde die Bitola/Monastir-Ebene von den Pelagonen besiedelt, weshalb auch in der klassischen Zeit der Raumbegriff „Pelagonien“ als Synonym für die Gesamtebene bekannt war. In einem nicht näher bekannten Zeitraum müssen Makedonen nach einer Süd-Nordbewegung von Elimiotis und Orestis aus den Süden der Ebene in Besitz genommen und die dort lebenden Pelagonen unterworfen oder in den Norden verdrängt haben, in die Landschaften Deuriopos und in das damalige Pelagonien nördlich des Erigon. Das von den Makedonen besetzte Gebiet war fortan unter dem Namen Lynkestis bekannt, das laut Thukydides neben der Elimiotis die Urheimat jener Makedonen war, die anschließend nach Osten in die am thermaischen Golf gelegenen Niederlande expandierten. Von dem sich dort etablierenden Königtum der Argeaden wurde Lynkestis, wie die anderen obermakedonischen Länder, zunächst nicht erfasst und behielt noch längere Zeit eine archaische Stammesstruktur. Beherrscht wurde es von einem Fürstenhaus, das für sich eine Abstammung von den Bakchiaden aus Korinth reklamierte. Die Fürsten standen in Rivalität zum makedonischen Königshaus, wenngleich die Enkelin von Arrhabaios I., Eurydike, darin einheiratete. Im frühen 4. vorchristlichen Jahrhundert war die Lynkestis von Einfällen benachbarter Stämme der Illyrer bedroht und wurde zeitweilig von ihnen besetzt. Möglicherweise unterwarf bereits Perdikkas III. im Vorfeld seines verhängnisvollen Illyrerfeldzugs 359 v. Chr. das Land der direkten Königsherrschaft, spätestens erfolgte dies aber unter Philipp II. Dieser ließ unter anderem die Stadt Herakleia Lynkestis (bei Bitola) errichten. Im Heer Alexanders des Großen bildeten Krieger aus der Lynkestis und Orestis zusammengefasst ein Bataillon der Pezhetairoi.
Nach der römischen Eroberung Makedoniens 168 v. Chr. verschwand der lynkestische Name als geographischer Begriff, da die gesamte Bitola/Monastir-Ebene administrativ nun wieder unter dem Namen Pelagonien als eine der vier makedonischen Regionen eingerichtet wurde, die 146 v. Chr. in der Provinz Macedonia aufging.

## Persönlichkeiten
Das Fürstenhaus:
- Bromeros
  - Fürst Arrhabaios I. (424/423 v. Chr. genannt), „König der lynkestischen Makedonen“[8]
    - eine Tochter, verheiratet mit Sirras
      - Eurydike, verheiratet mit König Amyntas III.

    - Fürst Arrhabaios II. (400/390 v. Chr. genannt)
      - Menelaos der Pelagone (363/360 v. Chr. genannt)

Die Familie des Aeropos, eines Generals Philipps II., stammte vermutlich vom lynkestischen Fürstenhaus ab.
Gelegentlich wird auch Leonnatos, ein Gefährte und Leibwächter Alexanders, als Angehöriger der lynkestischen Fürstenfamilie angenommen, da er in der Suda als ein Verwandter der Eurydike genannt wird.